# Oberon (Weber)
Oberon, or The Elf King’s Oath (Oberon, oder der Schwur des Elfenkönigs), Jähns Werkverzeichnis J. 306, ist eine romantische Oper in drei Akten von Carl Maria von Weber. Das Libretto stammt von James Planché nach Christoph Martin Wielands gleichnamigem romantischen Heldengedicht in der englischen Übersetzung von William Sotheby von 1798 samt einiger Einzelheiten aus Shakespeares Sommernachtstraum und Sturm. Weber komponierte die Oper in den Jahren 1825 bis 1826. Die Uraufführung fand am 12. April 1826 unter der musikalischen Leitung des Komponisten im Royal Opera House Covent Garden in London statt.
Die deutsche Erstaufführung erfolgte am 23. Dezember 1826 in Leipzig. Eine Bearbeitung von Gustav Mahler wurde erstmals in Hannover am 25. Dezember 1924 aufgeführt, eine weitere von Walter Panofsky  am 11. Mai 1968 in München. 1994 schrieb Martin Mosebach ein neues Libretto: Uraufführung 1995 in der Oper Frankfurt unter der musikalischen Leitung von Hans Zender, Uraufführung der überarbeiteten Fassung 2009 im Theater Freiburg unter der musikalischen Leitung von Patrick Peirre in der Inszenierung von Michael Kloss und Manfred Roth.

## Entstehungsgeschichte
Carl Maria von Weber bekam im Sommer 1824 nach seiner Rückkehr aus einem Erholungsaufenthalt in Marienbad von Charles Kemble, dem Direktor von Covent Garden, das Angebot, für London eine Oper zu komponieren. Er musste sich entscheiden, ob er lieber den Faust oder Oberon komponieren wollte. Obwohl Weber in dieser Zeit gesundheitlich schwer angeschlagen war, er litt an Tuberkulose, nahm er den Kompositionsauftrag an und wählte den Oberonstoff, nichts ahnend, wie das Literaturblatt zur Rheinischen Flora nach seinem Tod schrieb, daß seine erste Feenoper sein Schwanengesang im Lande der Elfen werden sollte.
Für einen vorausahnenden Brief an Friedrich Wilhelm Gubitz

„Lieber Freund, ich erwerbe in England ein gut Stück Geld, das bin ich meiner Familie schuldig, aber ich weiß sehr gut – ich gehe nach London, um da – zu sterben.“

gibt es nicht nur keinen Beleg. Weber vermerkte ja alle seine Briefe in seinem stichwortartigen Tagebuch, und dort findet sich kein entsprechender Eintrag. Er widerspricht auch allem, was wir von Webers letzten Monaten wissen, zum Beispiel, dass er bei seinem Zwischenaufenthalt in Paris auf dem Weg nach London Aufträge für künftige Opern besprach und dass er in London nach den ernsten Warnzeichen seiner Krankheit die geplante Heimreise vorverschob.
Wie bei der Euryanthe hatte Weber bei seiner letzten Oper Oberon mit Widrigkeiten zu kämpfen, die das Libretto betrafen. Planché, der englische Textautor, schickte stückweise Akt für Akt. Weber konnte sich daher zu Anfang keinen Gesamteindruck vom Libretto verschaffen. Weber kritisierte höflich, aber bestimmt die überaus große Anzahl sprechender und stummer Personen, und vor allem das Weglassen von Musik in entscheidenden, handlungstragenden Momenten. „Der Zuschnitt des Ganzen ist meinen Vorstellungen und Maximen durchaus fremd. All diese Dinge berauben unseren Oberon des Titels einer Oper und werden ihn für alle anderen, europäischen Theater ungeeignet machen, was eine sehr schlechte Sache für mich ist“, schrieb Weber (auf Englisch) an Planché in London.
Erst 1986 fand unter der musikalischen Leitung von John Eliot Gardiner am Opernhaus von Lyon eine szenische Aufführung des englischen Originals auf dem europäischen Kontinent statt. Trotz ihres großen Erfolgs wurde Oberon aber auch in den folgenden Jahrzehnten nur in bearbeiteten Versionen auf die Bühne gebracht, vor allem in Deutschland, wo Ästhetik und Struktur des ungleich populäreren Weberschen Freischütz einen unbefangenen Zugang zu seiner letzten Oper in ihrer eigentlichen Gestalt erschweren.

## Handlung

### Erster Akt
Oberon und seine Gemahlin Titania streiten darüber, wer unbeständiger sei: Mann oder Frau. Oberon hat geschworen, Titania erst dann wieder zu lieben, wenn sich ein Menschenpaar gefunden hat, das trotz aller irdischen Gefahren einander Treue bewiesen hat. Oberon schickt den Elfen Puck aus, um die Menschenwelt zu durchstreifen. Puck berichtet Oberon, dass der Ritter Hüon von Bordeaux den Prinzen Karl, der ein Sohn Karls des Großen ist, getötet hat. Karl der Große hat Hüon nur unter einer Bedingung das Leben geschenkt. Hüon muss nach Bagdad reisen, um an der Hochzeit von Rezia, der Tochter des Kalifen Harun al Raschid, teilzunehmen. Während des Hochzeitsmahls soll er Rezia küssen und ihren Ehemann töten. Hüon willigt ein und zieht mit seinem Knappen Scherasmin nach Bagdad.
Oberon hat Mitleid mit dem tapferen Ritter und versetzt diesen in einen Schlaf, in dem ihm die schöne Rezia erscheint. Als Hüon aufwacht, überreicht ihm Oberon ein Zauberhorn. Sofern dieses ertönt, ist er vor allen Gefahren geschützt. Der Knappe bekommt einen Goldbecher, der sich immer wieder füllt, sobald er an die Lippen gesetzt wird. Oberon führt beide mit seinem Zauberstab nach Bagdad.

### Zweiter Akt
In Bagdad angekommen, nimmt Hüon an der Hochzeit teil, küsst Rezia und tötet ihren Gemahl Babekan. Da Hüon vor seiner Tat in das Zauberhorn gestoßen hat, sind alle im Festsaal anwesenden durch einen Zauber erstarrt. Hüon kann mit seinem Knappen Scherasmin und Rezia sowie ihrer Vertrauten Fatime entkommen. Mit einem von Oberon bereitgestellten Schiff fahren sie zurück nach Frankreich. Oberon warnt die vier noch vor einem möglichen Treuebruch. Um das Liebespaar Hüon und Rezia zu prüfen, lässt Oberon das Schiff kentern. Sie werden an einen einsamen Strand gespült, wo Rezia in die Hände von Piraten fällt, die sie an den Emir Almansor nach Tunis verkaufen.

### Dritter Akt
Im Palast des Almansor in Tunis finden sich die vier Gefährten als Sklaven wieder. Der Emir Almansor hat sich in Rezia verliebt und droht ihr Gewalt an, falls sie seine Liebe nicht erwidert. Roschana, die Gemahlin des Emirs, hat sich ihrerseits in Hüon verliebt. Sie verspricht ihm den Thron, falls dieser Almansor tötet. Als Roschana Hüon verführen will, werden die beiden von Almansor überrascht. Da sich Rezia weigert, Almansor zu Willen zu sein, soll sie zusammen mit Hüon auf einem Scheiterhaufen verbrannt werden. Gerade als die Hinrichtung erfolgen soll, erscheint Oberon und bricht die Prüfung ab. Die Liebe der beiden zueinander hat gezeigt, dass sich ein Paar in allen Situationen treu sein kann. Oberon kann sich nun wieder mit Titania versöhnen. Als Geschenk vereinen Oberon und Titania die beiden Liebespaare Hüon und Rezia sowie Fatime und Scherasmin. Karl der Große schenkt dem tapferen Ritter Hüon das Leben, da dieser seine Aufgabe am Hofe des Kalifen in Bagdad erfolgreich gelöst hat.

## Diskografie
- 1937, deutsch, unvollständig: Joseph Keilberth; Chor und Orchester des Reichssenders Berlin; Walter Ludwig (Oberon), Helge Rosvaenge (Hüon), Karl Schmitt-Walter (Scherasmin), Franz Bochum (Harun), Margarete Teschemacher (Rezia), Ilonka Holndonner (Fatime), Marie Luise Schilp (Puck), Renate Howe (Droll). Koch (1 CD), Cantus Classics 500214 (2 CD)
- 1953, deutsch, ohne Dialoge: Hans Müller-Kray; Chor und Symphonie-Orchester des SWR Stuttgart; Franz Fehringer (Oberon), Karl Liebl (Hüon), Robert Titze (Scherasmin),  Helene Bader (Rezia), Hanne Münch (Fatime), Paula Bauer (Puck). Period SPL 575 (2 LP), Cantus Classics 500931 (2 CD)
- September 1953, deutsch: Joseph Keilberth; Chor und Orchester des WDR Köln; Peter Offermanns (Oberon), Wilhelm Lückert (Hüon), Horst Günter (Scherasmin), Hans-Georg Rudolph (Harun), Leonie Rysanek (Rezia), Gisela Litz (Fatime), Hanna Ludwig (Puck). Walhall WLCD 0062 (2 CD), Cantus Classics 500801 (2 CD)
- 24. Oktober 1957, italienisch, live, konzertant aus Mailand: Vittorio Gui; Chor und Orchestra Sinfonica della RAI di Milano; Mirto Picchi (Oberon), Petre Munteanu (Hüon), Piero de Palma (Scherasmin),  Anita Cerquetti (Rezia), Miriam Pirazzini (Fatime), Fernanda Cadoni (Puck). On Stage 4707 CD, Myto Historical 064H120 (2 CD)
- 10. März 1961, italienisch, live aus Neapel: Hermann Scherchen; Chor und Orchester des Teatro San Carlo di Napoli; Mirto Picchi (Oberon), Agostino Lazzari (Hüon), Valiano Natali (Scherasmin), Margherita Rinaldi (Rezia), Miriam Pirazzini (Fatime), Fernanda Cadoni (Puck). Omega Opera Archive 3503 (CD)
- 1962, englisch, Rundfunkfassung von Dennis Arundell: Leo Wurmser; Chor und Orchester der BBC London; Alexander Young (Oberon), Charles Craig (Huon), Joseph Ward (Scherasmin), Joan Hammond (Reiza), Monica Sinclair (Fatime), Marjorie Westbury (Puck), June Wilson (Meermädchen 1), Pamela Petits (Meermädchen 2). Unvollständig veröffentlicht auf CANTUS CLASSICS CACD 5.01838F (2 CD)
- 1963, Querschnitt: Wilhelm Schüchter; Bamberger Symphoniker; Jess Thomas (Hüon), Herbert Brauer (Scherasmin), Ingrid Bjoner (Rezia), Hetty Plümacher (Fatime), Erika Köth (Meermädchen). Eurodisc 70828 (1 LP). Eurodisc 88697 30639 2 (1 CD).
- 1971, deutsch, leicht gekürzt, mit Preghiera, Var. 5a, Dialogfassung nach Oscar Fritz Schuh und Friedrich Schreyvogel: Rafael Kubelík; Chor und Symphonieorchester des Bayerischen Rundfunks; Donald Grobe (Oberon), Plácido Domingo (Hüon), Hermann Prey (Scherasmin), Hans Paetsch (Harun und Räuber), Birgit Nilsson (Rezia), Julia Hamari (Fatime), Marga Schiml (Puck), Uwe Friedrichsen (Droll und Erzähler), Arleen Augér (Meermädchen 1), Sigrid Schmidt (Meermädchen 2), Rolf Nagel (Babekan und Wächter), Hubert Suschka (Abdallah), Heinz Ehrenfreund (Almansor). DG CD: 435 406 2, DG CD: 419 038 2, DG LP: 2709 035 (3 LP), DGG 477 564-4 (2 CD)
- 15. Februar 1972, deutsch, live, konzertant: Rafael Kubelík; Donald Grobe (Oberon), René Kollo (Hüon), Gerhard Misske (Scherasmin), Ursula Schröder-Feinen (Rezia), Elke Estlinbaum (Fatime). Mitridate Ponto PO-1030 (2 CD)
- 7. Februar 1973, deutsch, Ausschnitte, live, konzertant aus Rom: George Alexander Albrecht; Chor und Orchestra Sinfonica della RAI di Roma; Werner Hollweg (Oberon), Karl-Josef Hering (Hüon), Siegmund Nimsgern (Scherasmin), Ingrid Bjoner (Rezia), Julia Hamari (Fatime), Hanna Schwarz (Puck), Olivera Miljakovic (Meermädchen). Mitridate Ponto PO 1045 (2 CD)
- 1978?, deutsch, live, konzertant aus Leipzig: Herbert Kegel; Rundfunkchor und Rundfunk-Symphonie-Orchester Leipzig; Günter Neumann (Oberon), Reiner Goldberg (Hüon), Wolfgang Hellmich (Scherasmin), Jitka Kovaríkova (Rezia), Ute Trekel-Burckhardt (Fatime), Paul-Dolf Neis (Puck), Christa Hilpisch (Meermädchen 1), Annelies Burmeister (Meermädchen 2). Discocorp »I Grandi Interpreti« IGI 362 (2 LP)
- 23. Februar 1978, englisch, live, konzertant aus der Carnegie Hall New York: Eve Queler; The Dessoff Choir, Opera Orchestra of New York; Jon Frederic West (Oberon), Nicolai Gedda (Hüon), Richard Clark (Scherasmin), Betty Jones (Rezia), Julia Hamari (Fatime), Shirley Love (Puck), Carmen Balthorp (Meermädchen). Mitridate Ponto PO-1030 (2 CD)
- 1981, englisch, live aus Leeds: David Lloyd-Jones; Opera North Chorus Leeds, English Northern Philharmonia Leeds; Justin Lavender (Oberon), Philip Langridge (Hüon), Michael Lewis (Scherasmin), Margaret Curphey (Rezia), Patricia Price (Fatime), Susan Lees (Puck), Hilary Thomas (Meermädchen 1). Oriel Music Society OMS 040/2 (2 CD)
- 1986, englisch, live aus Frankfurt, Bearbeitung und Inszenierung von Frank Dunlop, leicht gekürzt: Seiji Ozawa; Edinburgh Festival Chorus, Junge Deutsche Philharmonie Reutlingen; Philip Langridge (Oberon), Paul Frey (Hüon), Benjamin Luxon (Scherasmin), Elizabeth Connell (Rezia), La Verne Williams (Fatime), James Robertson (Puck). House of Opera DVDCC 980 (1 DVD)
- Juli 1992, deutsch von Gustav Brecher, Bearbeitung von Gustav Mahler, Zwischentexte von Claus H. Henneberg: James Conlon; Chor der Oper der Stadt Köln, Gürzenich-Orchester der Stadt Köln; Gary Lakes (Oberon), Ben Heppner (Hüon), Dwayne Croft (Scherasmin), Deborah Voigt (Rezia), Delores Ziegler (Fatime), Victoria Livengood (Puck), Machiko Obata (Meermädchen), Ludwig Boettger (Erzähler). EMI CD: 7 54739 2 (2 CD)
- 1996, deutsch, mit zusätzlicher Musik: Marek Janowski; Rundfunkchor Berlin, Deutsches Symphonie-Orchester Berlin; Deon van der Walt (Oberon), Peter Seiffert (Hüon), Bo Skovhus (Scherasmin), Gunter Schoß (Harun), Inga Nielsen (Rezia), Vesselina Kasarova (Fatime), Melinda Paulsen (Puck). BMG 09026-68505-2 (2 CD)
- Oktober 1998, englisch, live aus Antwerpen: Marc Minkowski; Chor und Orchester der Royal Flemish Opera Antwerpen; Steven Cole (Oberon), Glenn Winslade (Hüon), Michael Kraus (Scherasmin), Patricia Schuman (Rezia), Charlotte Hellekant (Fatime), Maria José Trullu (Puck). Celestial Audio CA 021 (2 CD)
- 2002, englisch, Dialoge durch Zwischentexte ersetzt: John Eliot Gardiner; Monteverdi Choir, Orchestre Révolutionnaire et Romantique; Steve Davislim (Oberon), Jonas Kaufmann (Hüon), William Dazeley (Scherasmin), Hillevi Martinpelto (Rezia), Marina Comparato (Fatime), Francis Bourne (Puck), Katharina Fuge (Meermädchen 1), Charlotte Mobbs (Meermädchen 2), Roger Allam (Erzähler). Philips 475 656-3 (2 CD)
- 23. April 2002, englisch, live, konzertant aus der Carnegie Hall New York: Robert Bass; Collegiate Choir, Orchestra of St. Luke’s; Anthony Dean Griffey (Oberon), Stuart Neill (Hüon), Earle Patriarco (Scherasmin), Lauren Flanigan (Rezia), Jane Bunnell (Fatime), Marietta Simpson (Puck), Anita Johnson (Meermädchen 1). Premiere Opera Ltd. CDNO 995-2 (2 CD)
- 5. Februar 2006, live, konzertant aus der Hochschule für Musik Dresden: Ekkehard Klemm; Chor und Orchester der Hochschule für Musik „K. M. von Weber“; Jung Heyk Cho (Oberon), Martin Homrich (Hüon), Tobias Mätger (Scherasmin), Gun-Brit Barkmin (Rezia), Angelica Böttcher (Fatime), Felicitas Ziegler (Puck), Irina Küppers (Meermädchen). (nicht im Handel erhältlich)